# Hotel Lovejoy
El Hotel Lovejoy (en inglés, Lovejoy's Hotel) fue un hotel de la ciudad de Nueva York desde la década de 1830 hasta 1870. Estaba ubicado en la esquina de Park Row y Beekman Street en un edificio de seis pisos en el barrio del Centro Cívico de Manhattan (Estados Unidos). El hotel Astor House estaba enfrente. Fue demolido a finales de los años 1880.

## Historia
Jonathan Lovejoy fue el propietario original. John P. Huggins luego compró el hotel. Huggins dirigió el hotel durante aproximadamente veinte años antes de comprar el Cosmopolitan Hotel con sus dos hermanos.
En 1852, Alvan E. Bovay, futuro fundador del Partido Republicano de los Estados Unidos, cenó con Horace Greeley en Lovejoy's durante la Convención Nacional Whig de 1852. Discutieron la necesidad de un nuevo partido nacional y Bovay sugirió que se llamara partido "Republicano".
El hotel fue uno de los que el grupo irregular Ejército Confederado de Manhattan intentó incendiar en noviembre de 1864.
Horatio Alger menciona el Lovejoy en su novela Ragged Dick de 1868.

## Cierre
El hotel cerró en 1870 y se convirtió en oficinas. A estas alturas, Park Row estaba dominado por periódicos, y los inquilinos posteriores del edificio incluyeron el New York Evening Mail y el Rural New Yorker.
El edificio sufrió algunos daños en el incendio de enero de 1882 que destruyó el antiguo Potter Building (y antigua sede del New York World). Pero permaneció en pie hasta alrededor de 1888 o 1889.

## Galería

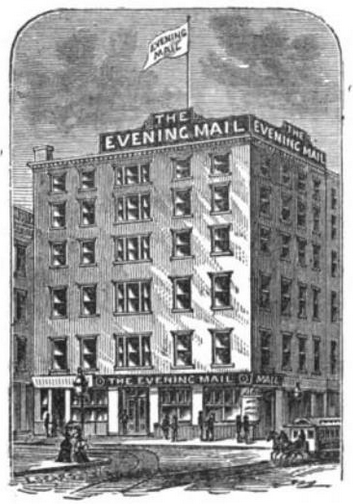
El New York Evening Mail en 34 Park Row en 1872
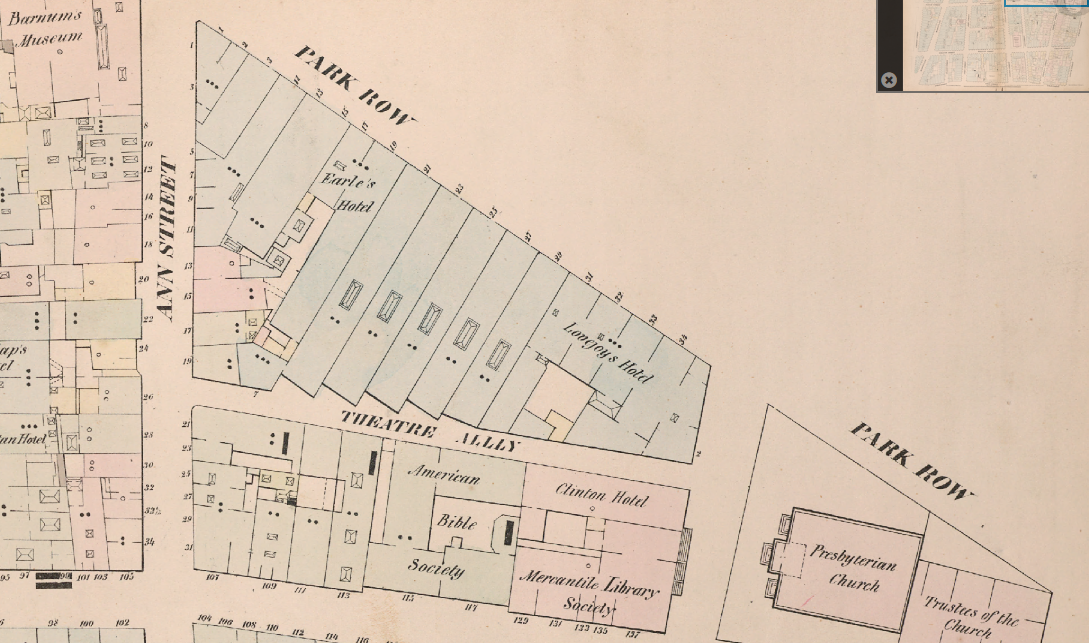
Mapa de 1852 que muestra la ubicación del Hotel Lovejoy. El Museo Estadunidense de Barnum se puede ver en la parte superior izquierda